# Jonas Gardell
Jonas Gardell (Enebyberg, 2 novembre 1963) è uno scrittore e commediografo svedese uno degli autori nordici più conosciuti e apprezzati viventi. Passionsspelet, il suo primo romanzo, fu pubblicato nel 1985: da allora ha continuato la prolifica attività di scrittore e autore di opere teatrali. Dal romanzo En Komikers Uppväxt è stata ricavata una serie tv trasmessa però soltanto in Svezia. Dal 2007 lavora presso il Teatro Scala di Stoccolma. Le sue opere non sono ancora state tradotte né in inglese né in italiano.

## Premi e riconoscimenti
Guldbagge
1996 - Migliore sceneggiatura - Pensione Oskar